# Polany-Kolonia
Polany-Kolonia – wieś w Polsce położona w województwie mazowieckim, w powiecie radomskim, w gminie Wierzbica. Ma status sołectwa.
| SIMC    | Nazwa    | Rodzaj    |
| ------- | -------- | --------- |
| 0641070 | Marianów | część wsi |

W latach 1975–1998 miejscowość administracyjnie należała do województwa radomskiego. 1 stycznia 2003 roku częścią wsi Polany-Kolonia stał się ówczesny przysiółek Marianów.
Wierni Kościoła rzymskokatolickiego należą do parafii św. Stanisława w Wierzbicy.